# Ziegelhütte bei Achtel
Ziegelhütte bei Achtel (amtlich: „Ziegelhütte b.Achtel“) ist ein Gemeindeteil von Hirschbach in der Oberpfalz auf der Gemarkung Achtel.
Dort befindet sich der Burgstall Altes Haus, die abgegangene Burg Ratzenberg. Der Ort liegt nördlich von Oberachtel und ist von dort über eine 1,6 Kilometer lange Stichstraße zu erreichen. Bei der Volkszählung von 1987 war Ziegelhütte b.Achtel noch kein amtlich benannter Gemeindeteil von Hirschbach.